# Kékmandarin
A kékmandarin egy magyar post-punk revival / darkwave zenekar, amely 2023-ban alakult. A zenekar hangzását a 80-as évek hangulata hatja át; jellemző rá a fekete líra, kísérteties szintetizátor-hullámok, pengeéles gitárok, masszív basszus, dobgép és a keserű, reménytelenségbe süllyedő melankólia. A dalszövegek kizárólag magyar nyelvűek, angol fordításuk azonban elérhető a nemzetközi hallgatóság számára.

## Történet
A zenekar kezdetben elrejtőzött egy AI által generált kubista kép mögött, majd később felfedte magát a közönség előtt. Egyéb zenei projektek mellett jött létre a kékmandarin, amelyben központi szerepet kapott a magyar nyelv („angolul a mai magyar valóságról nem biztos, hogy hiteles” – gondolatukat ezzel is aláhúzva), miközben angol fordításokkal a külföldi hallgatóságot is bevonják.
2025-ben felléptek többek között a Fekete Zaj Fesztiválon, Osztálykirándulás színpadon, valamint részt vettek a Dance & Decay Gothic Night eseményen a szegedi Városi Rock Klubban, ahol az Utolsó Hullám együttes társaságában léptek fel.

## Tagok
- Gyarmathy Zsolt (CyberBob) – billentyű
- Simon Tibor (Simon’s voice) – ének, zene
- Árgyelán Barnabás – gitár

## Stílus és hatások
A zenekar műfaja a post-punk revival és darkwave határán mozog, nagy hangsúlyt fektetve az atmoszférikus, melankolikus hangzásra és az elektronikus elemekre. Dalaik mély társadalmi és egzisztenciális témákat feszegetnek, mindenekelőtt magyar nyelven.

## Külső hivatkozások
- Bandcamp
- YouTube
- Kékmandarin a Facebookon